# NGC 3296
NGC 3296 est une galaxie elliptique relativement éloignée et située dans la constellation de l'Hydre. NGC 3296 a été découverte par l'astronome américain Francis Leavenworth en 1886. Cette galaxie a aussi été observée par l'astronome français Stéphane Javelle le 19 avril 1892 et elle a été inscrite à l'Index Catalogue sous la cote IC 618.

## Caractéristiques
Sa vitesse par rapport au fond diffus cosmologique est de 9 133 ± 49 km/s, ce qui correspond à une distance de Hubble de 134,7 ± 9,5 Mpc (∼439 millions d'al).
À ce jour, une mesure non basée sur le décalage vers le rouge (redshift) donne une distance d'environ 98,100 Mpc (∼320 millions d'al). Cette valeur est  à l'extérieur mais compatible avec les valeurs de la distance de Hubble. Notons cependant que c'est avec la valeur moyenne des mesures indépendantes, lorsqu'elles existent, que la base de données NASA/IPAC calcule le diamètre d'une galaxie et qu'en conséquence le diamètre de NGC 3296 pourrait être d'environ 54,5 kpc (∼178 000 al) si on utilisait la distance de Hubble pour le calculer.